# Mašovice
Mašovice (in tedesco Gross Maispitz) è un comune della Repubblica Ceca facente parte del distretto di Znojmo, in Moravia Meridionale.